# 帕尔希姆
帕尔希姆（德語：Parchim，發音：[ˈpaʁçɪm] ⓘ）是德国梅克伦堡-前波美拉尼亚州路德维希斯卢斯特-帕尔希姆县的城市，也是路德维希斯卢斯特-帕尔希姆县的县治，面积124.82平方千米，2023年12月31日人口为18,270人。

## 图集

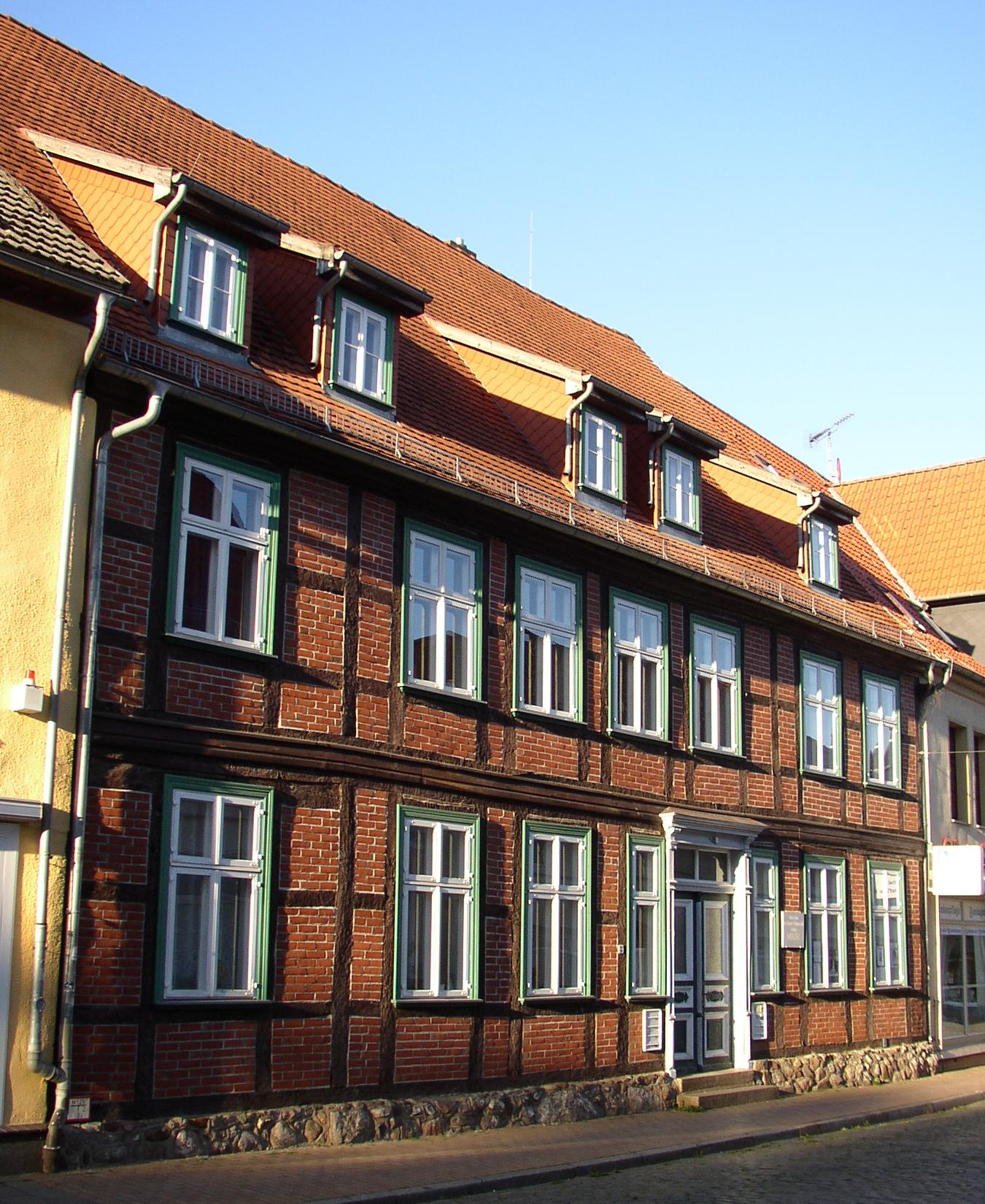
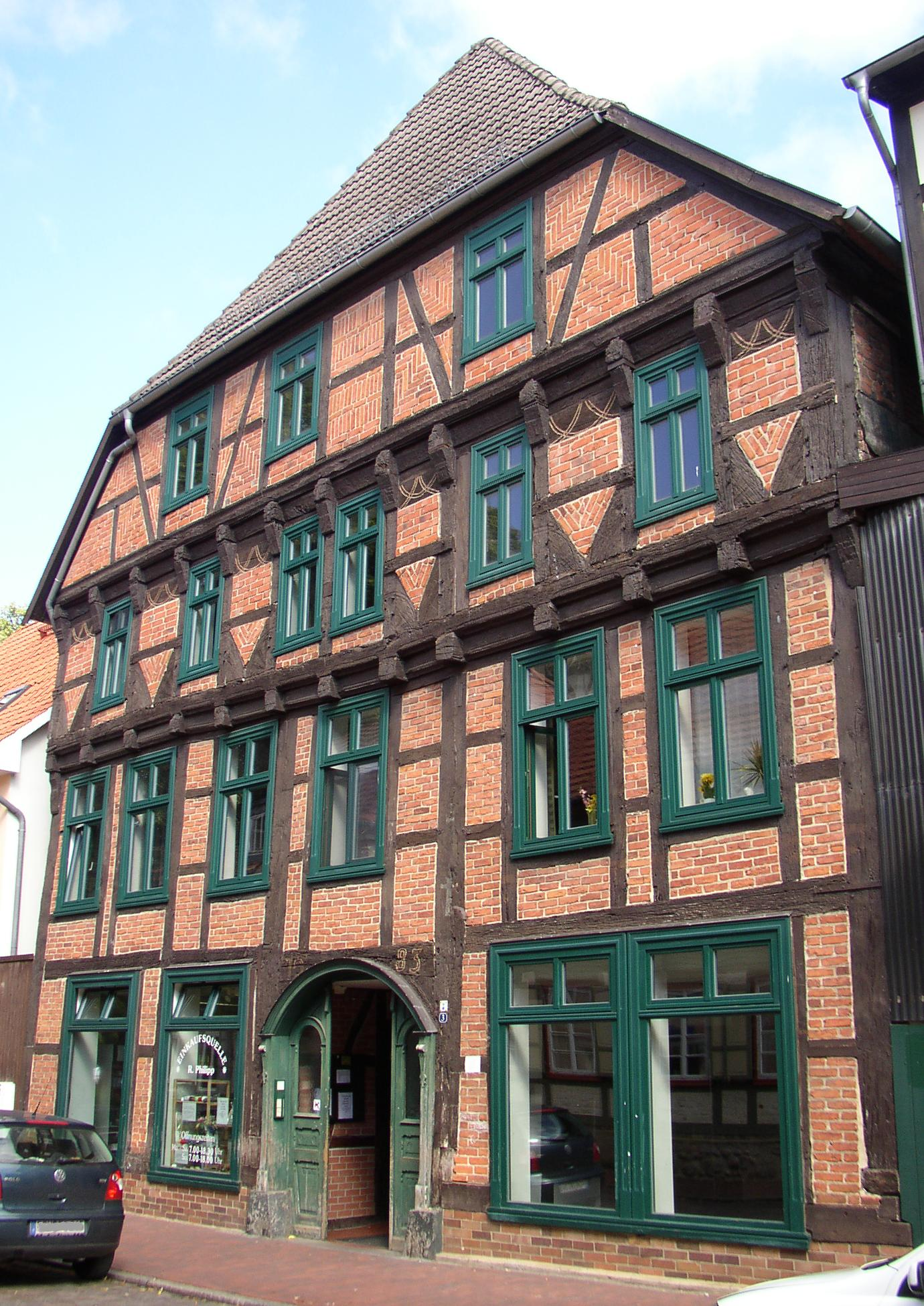
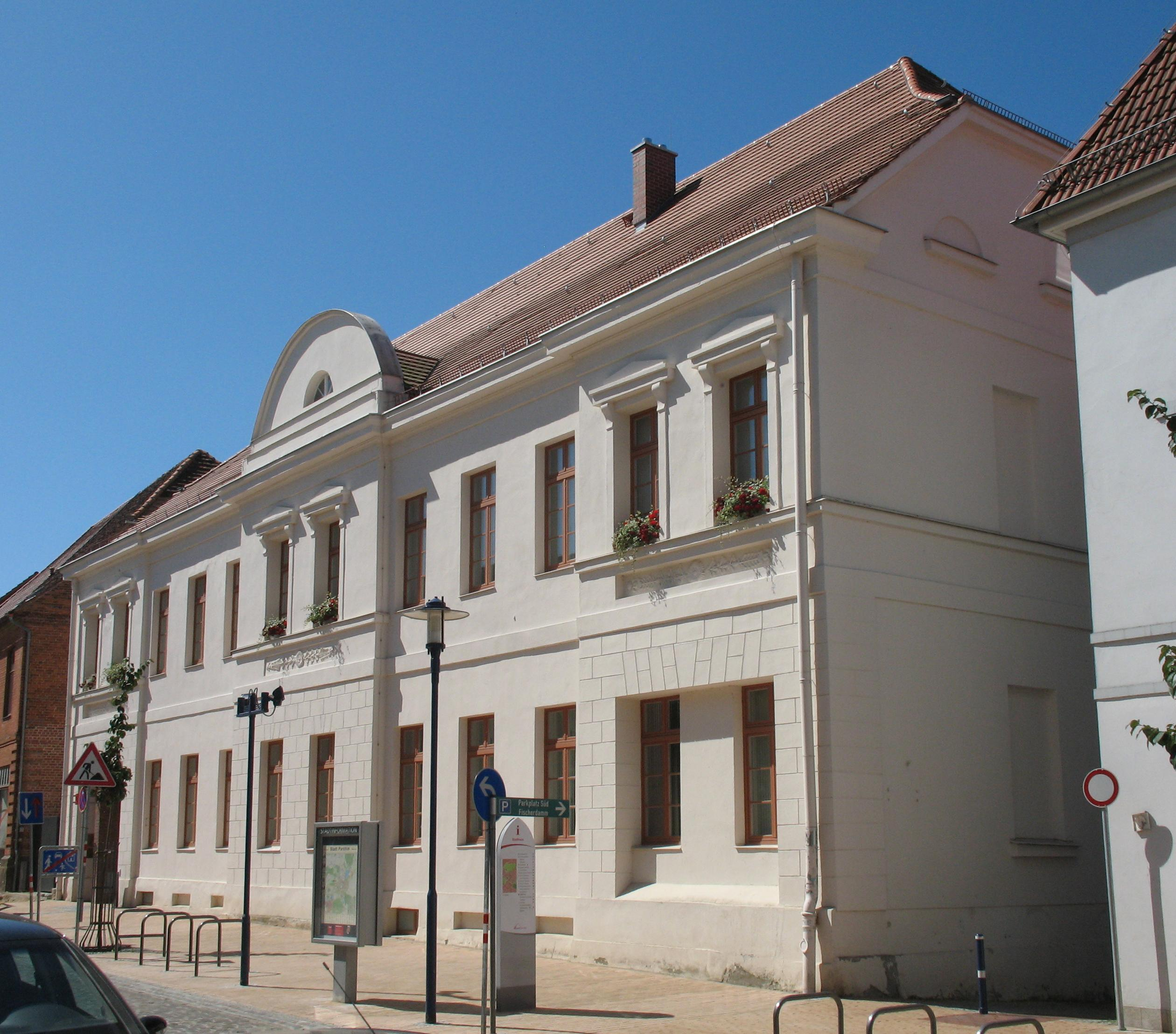
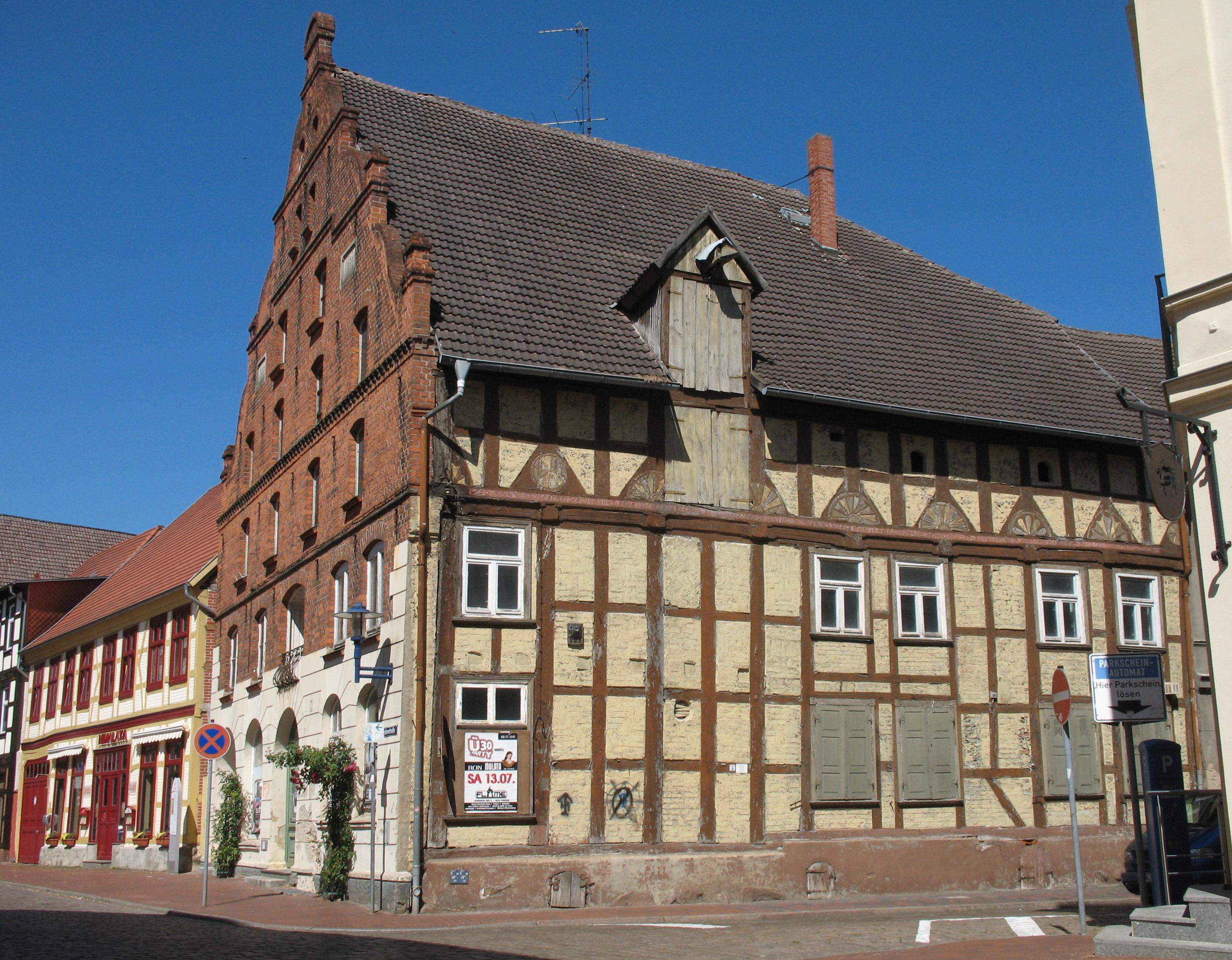

## 友好城市
- 德国 新明斯特（1990年）
- 法國 聖迪濟耶（1972年）
- 比利时 佩尔（2004年）
- 中華民國 雲林（1999年）